# CrossCountry

Routes van CrossCountry

CrossCountry Ltd (officiële naam XC Trains Ltd) is een Britse spoorwegonderneming (vervoerder) die verbindingen onderhoudt tussen Birmingham en diverse steden in Engeland en Schotland. CrossCountry is eigendom van Arriva. De naam wordt op treinkaartjes en displays veelal afgekort tot ‘XCountry’ of ‘XC’. CrossCountry bedient een deel van de East Coast Main Line en steden ten zuidwesten van Leeds.